# Patryk Vega

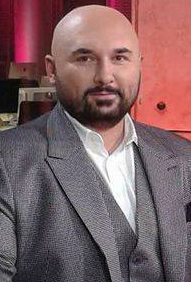
Patryk Vega (2016)

Patryk Vega (* 2. Januar 1977 in Warschau als Patryk Sebastian Krzemieniecki) ist ein polnischer Regisseur, Drehbuchautor und Filmproduzent.

## Leben
Patryk Krzemieniecki wurde 1977 in Warschau geboren. Er studierte am Collegium Civitas Soziologie. Von 1998 bis 1999 arbeitete er als Produktionsassistent in den Pleograf Filmstudios.
2005 gab er mit dem Actionthriller Pitbull sein Debüt als Regisseur eines Films. Der Film zog die gleichnamige Fernsehserie (2005–2008) nach sich, bei der Vega für alle 31 Episoden die Drehbücher schrieb und bei 11 Episoden auch die Regie übernahm. Nach weiteren Fernseharbeiten entstand 2010 die Komödie Ciacho. Zwei Jahre später folgte der Kriegsfilm Hans Kloss – Spion zwischen den Fronten.
Mit Pitbull. Nowe porządki und Pitbull. Niebezpieczne kobiety drehte Vega 2016 zwei weitere Teile der Pitbull-Reihe. Der 2018 gedrehte Thriller Kobiety mafii zog ebenfalls eine Fernsehserie und einen zweiten Teil nach sich. Ebenfalls 2018 drehte Vega den Serienmörder-Film Plagi Breslau – Die Seuchen Breslaus mit Małgorzata Kożuchowska in der Hauptrolle.
Während der COVID-19-Pandemie in Polen ignorierte Vega Empfehlungen der Regierung und der polnischen Gilde der Regisseure und drehte weiter Filme.
Im Sommer 2023 gab Vega bekannt, dass er unter dem Pseudonym Besaleel an einem Film über Wladimir Putin arbeite. Laut Vega versuchten russische Stellen Einfluss auf die Filmproduktion zu nehmen und Teammitglieder als Einflussagenten anzuwerben.
An den polnischen Kinos erreichen seine Filme regelmäßig Besucherrekorde. Von der professionellen Filmkritik werden Vegas Filme auch wegen ihrer Brutalität und Vulgaritäten oft negativ bewertet. Vega war mehrfach für den polnischen Negativ-Filmpreis Wąż, mit dem die schlechtesten polnischen Filme ausgezeichnet werden, nominiert und wurde mehrfach als schlechtester Regisseur oder Drehbuchautor ausgezeichnet.
Vega ist seit dem Jahr 2010 mit der ehemaligen Produktionsleiterin Katarzyna Słomińska verheiratet. Das Paar hat eine Tochter und zwei Söhne.

## Filmografie (Auswahl)
Regisseur
- 2005: Pitbull
- 2005–2006: Kryminalni (Fernsehserie, 11 Episoden)
- 2005–2007: Pitbull (Fernsehserie, 11 Episoden)
- 2007: Twarzą w twarz (Fernsehserie)
- 2008: Twarzą w twarz 2 (Fernsehserie)
- 2009: Naznaczony (Fernsehserie, 1 Episode)
- 2010: Ciacho
- 2011: Instynkt (Fernsehserie, 13 Episoden)
- 2012: Hans Kloss – Spion zwischen den Fronten (Hans Kloss. Stawka większa niż śmierć)
- 2013: Last Minute
- 2014: Służby specjalne
- 2015: Służby specjalne (Fernsehserie, 5 Episoden)
- 2016: Pitbull. Nowe porządki
- 2016: Pitbull. Niebezpieczne kobiety
- 2017: Czerwony punkt
- 2017: Botoks
- 2018: Kobiety mafii
- 2018: Botoks (Fernsehserie, 6 Episoden)
- 2018: Kobiety mafii (Fernsehserie, 6 Episoden)
- 2018: Plagi Breslau – Die Seuchen Breslaus (Plagi Breslau)
- 2019: Die Frauen der Mafia 2 (Kobiety mafii 2)
- 2019: Polityka (Miniserie)
- 2020: Bad Boy
- 2020: Pętla
- 2021: Small World
- 2021: Pitbull – Exodus (Pitbull)
- 2021: Small World (Miniserie, 3 Episoden)
- 2022: Love, Sex and Pandemic (Miłość, seks & pandemia)
- 2022: Pitbull (Miniserie, 3 Episoden)
- 2022: Niewidzialna wojna
- 2025: Putin

Drehbuchautor
- 2005: Pitbull
- 2005–2008: Pitbull (Fernsehserie, 31 Episoden)
- 2007: Twarzą w twarz (Fernsehserie)
- 2010: Ciacho
- 2013: Last Minute
- 2014: Służby specjalne
- 2015: Służby specjalne (Fernsehserie, 5 Episoden)
- 2016: Pitbull. Nowe porządki
- 2016: Pitbull. Niebezpieczne kobiety
- 2017: Czerwony punkt
- 2017: Botoks
- 2018: Kobiety mafii
- 2018: Botoks (Fernsehserie, 6 Episoden)
- 2018: Kobiety mafii (Fernsehserie, 6 Episoden)
- 2018: Plagi Breslau – Die Seuchen Breslaus (Plagi Breslau)
- 2019: Die Frauen der Mafia 2 (Kobiety mafii 2)
- 2019: Polityka (Miniserie)
- 2020: Bad Boy
- 2020: Pętla
- 2021: Small World
- 2021: Pitbull – Exodus (Pitbull)
- 2021: Small World (Miniserie, 3 Episoden)
- 2022: Love, Sex and Pandemic (Miłość, seks & pandemia)
- 2022: Pitbull (Miniserie, 3 Episoden)
- 2025: Putin

Produzent
- 2014: Służby specjalne
- 2016: Pitbull. Nowe porządki
- 2016: Pitbull. Niebezpieczne kobiety
- 2017: Botoks
- 2018: Botoks (Fernsehserie, 6 Episoden)
- 2019: Die Frauen der Mafia 2 (Kobiety mafii 2)
- 2019: Polityka (Miniserie)
- 2020: Bad Boy
- 2020: Pętla
- 2021: Small World
- 2021: Pitbull – Exodus (Pitbull)
- 2022: Love, Sex and Pandemic (Miłość, seks & pandemia)
- 2022: Pitbull (Miniserie)